# センナール
センナール（塞那爾、Sennar）は、スーダンの都市。スーダン東部、青ナイル川に面しており、センナール州の州都である。 人口は123,158人（2008年国勢調査）。

## 歴史
センナールは古くから交易地として栄えており、1504年から1821年まではフンジ人のセンナール王国の首都となった。当時のセンナールは、現在の都市から17km北北西に位置していた。1821年にセンナール王国がエジプトのムハンマド・アリーの軍によって滅ぼされるとエジプト領となった。

## 経済
1925年にセンナール近郊にセンナール・ダムが建設され、ゲジラ計画の取水口となった。また、センナールからは北の首都ハルツームや南のダマジン、西のエルオベイドやニャラへの鉄道が延びており、鉄道の要衝となっている。

## 教育

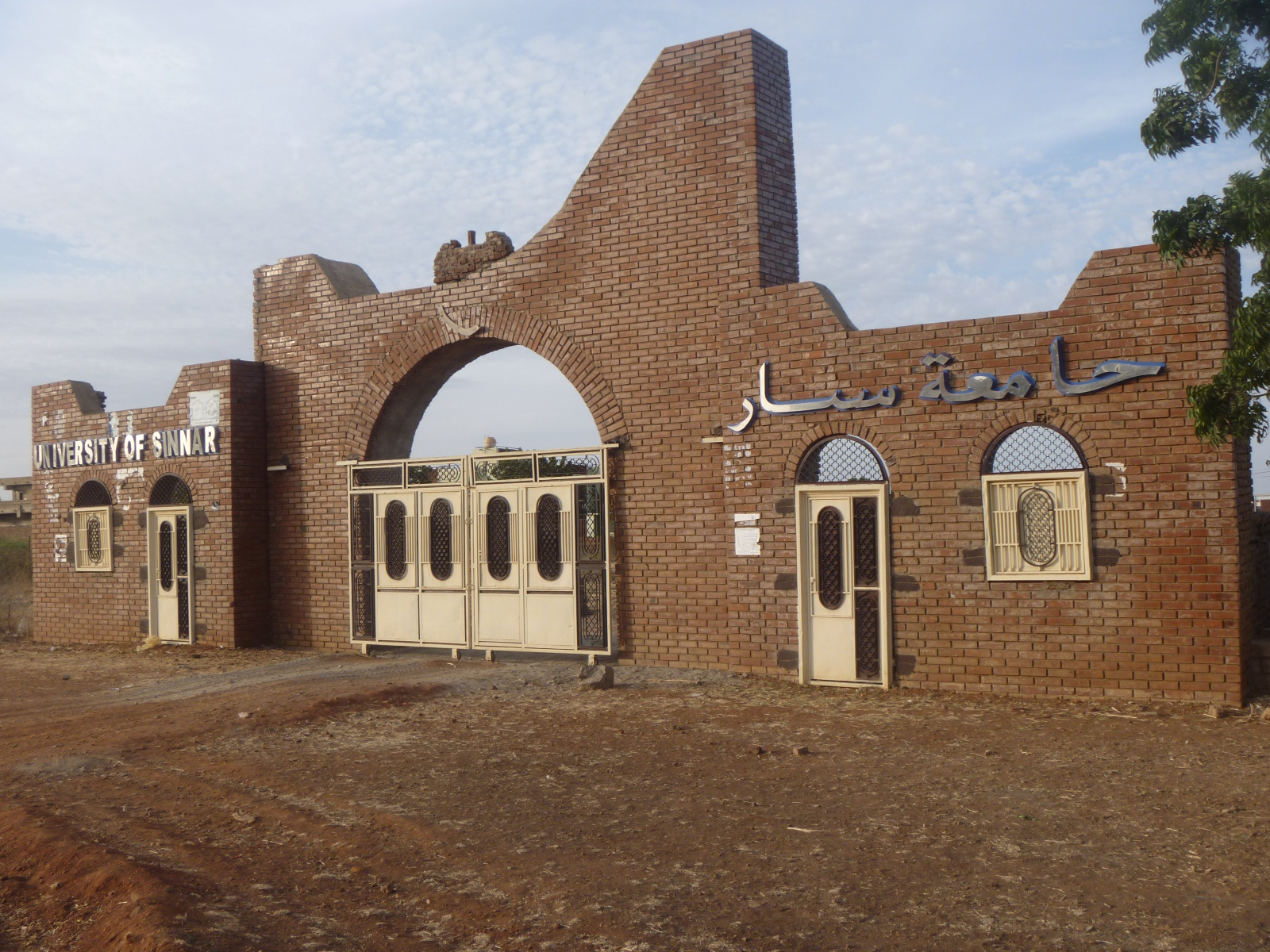
Sennar University Gate

- Sinnar University